# Gliese 687
Gliese 687 o GJ 687 è una nana rossa (classe spettrale M3V) che si trova nella costellazione del Dragone, a quasi 15 anni luce dal Sole.
Nonostante sia una stella relativamente vicina al Sistema solare, non è visibile ad occhio nudo da terra a causa della sua bassa luminosità. Ha un moto proprio particolarmente elevato, dovuto alla sua vicinanza al nostro pianeta, e forse è una stella doppia. Possiede due pianeti, uno dei quali, GJ 687 b, orbita intorno ad essa in trentotto giorni ed è situato nella zona abitabile del sistema.

## Caratteristiche
Gliese 687 ha circa il 40% della massa solare e quasi il 50% del suo raggio. Rispetto al Sole, ha una proporzione leggermente maggiore di elementi con numeri atomici più alti dell'elio; in astronomia questa è chiamata metallicità. Sembra ruotare ogni 60 giorni e mostrare una certa attività cromosferica.

## Sistema planetario
Nel 2014 si è scoperto che ha un pianeta, Gliese 687 b, avente una massa minima di 18,394 masse terrestri, paragonabile a Nettuno. Il periodo orbitale è di 38,14 giorni e si trova all'interno della zona abitabile del sistema. Un altro esopianeta avente circa la stessa massa è stato scoperto nel 2020, su un’orbita più lontana e fredda, ad oltre 1 UA dalla stella.
Prospetto del sistema
| Pianeta | Tipo            | Massa     | Raggio | Periodo orb.       | Sem. maggiore | Eccentricità | Scoperta |
| ------- | --------------- | --------- | ------ | ------------------ | ------------- | ------------ | -------- |
| b       | Gigante gassoso | 17,2±1 M⊕ | —      | 38,14              | 0,1635        | 0,04 ± 0,08  | 2014     |
| c       | Gigante gassoso | 16±4,1 M⊕ | —      | 727,26±12,2 giorni | 1,165 UA      | 0,40 ± 0,22  | 2020     |